# Ludovic Maublanc
Ludovic Maublanc ist ein französischer Spieleautor. Seit 2006 arbeitet er hauptsächlich mit Spieleautor Bruno Cathala zusammen.

## Ludografie (Auswahl)
- 2005: Ca$h 'n Gun$ (Asmodee/Heidelberger Spieleverlag)
- 2005: Doppelagent (Matagot), mit Bruno Faidutti
- 2006: Mr. Jack (Hurrican Games), mit Bruno Cathala
- 2006: Kleopatra und die Baumeister (Days of Wonder), mit Bruno Cathala
- 2009: Dice Town (Matagot), mit Bruno Cathala
- 2009: Mr. Jack in New York (Hurrican Games), mit Bruno Cathala
- 2009: Cyclades (Asmodee), mit Bruno Cathala
- 2011: Dice Town Erweiterung (Matagot), mit Bruno Cathala
- 2012: Noah (Asmodee), mit Bruno Cathala

## Auszeichnungen
- Spiel der Spiele
  - Kleopatra und die Baumeister: Spiele Hit mit Freunden 2006
- Gamers Choice Awards
  - Mr. Jack: Two Player – Sieger 2007
- As d’Or – Jeu de l’Année
  - Ca$h 'n Gun$: Nominierungsliste 2007
  - Mr. Jack: Nominierungsliste 2008
  - Cyclades: Nominierungsliste 2011
- Japan Boardgame Prize
  - Kleopatra und die Baumeister: 6. Platz Best Advanced Game 2006
- Niederländischer Spielepreis
  - Mr. Jack: Nominierungsliste 2007
- Kinderspiel des Jahres
  - SOS Dino: Kinderspiel des Jahres – Empfehlungsliste 2018